# Jan and Dean
Jan and Dean fue un dúo de rock'n'roll formado en el Sur de California, Estados Unidos popular desde fines de los años 1950 hasta mediados de los años 1960. Ellos adaptaron la música surf en la vocalización, estilo que había sido exitoso por The Beach Boys. Este grupo obtuvo mucho éxito cuando tocaban y lucían haciendo lo que les gustaba

## Historia

### Carrera
Sus populares canciones sobre mujeres, coches y playa se ven sublimadas por una sobresaliente producción, obra del líder de la banda, Jan Berry (nacido el 30 de abril de 1941 en Los Ángeles), quien junto a la gran capacidad vocal de Dean Torrence (nacido el 10 de marzo de 1940, también angelino) consiguieron conformar la pareja más popular en la historia de la música surf.
Jan y Dean se conocieron en el instituto de la parte oeste de Los Ángeles, allí ambos jugaban al fútbol americano y compartían sus gusto por la música vocal americana, especialmente el doo-wop.
Esta afición melómana se concretó en la formación de una banda a la que llamaron The Barons, completada (entre otros amigos escolares) con Arnie Ginsberg, Bruce Johnston, vecino e íntimo amigo de Berry y Sandy Nelson, amigo de Torrance.
El grupo ensayaba en el garaje de Jan, quien ya comenzaba a efectuar sus primeros pinitos en el precario estudio que poseía, grabando las espontáneas audiciones del conjunto.
Los dos últimos se cansaron de cantar doo-wop y el trío restante prosiguió su andadura en este período efervescente de finales de los años 50.
Un día, Arnie comentó entre el terceto que había ligado con una bailarina de strip-tease de extremado perímetro torácico.
Jan y Dean lo acompañaron a ver la actuación de la exuberante estríper y tras salir del espectáculo compusieron en su honor el tema “Jenny Lee”, curiosamente acreditado por el sello Arwin Records a Jan & Arnie, ya que Torrence había partido en esa época a cumplir con el servicio militar. La canción fue un sorprendente éxito, alcanzando en la primavera de 1958 el puesto n.º 8 en la lista de singles americanos. Este triunfo comercial no se repitió y Arnie abandonó a Jan para marcharse a vivir su romance con Jenny.
En 1959 regresó Dean, con quien y bajo las pautas del doo-wop publicaría el sencillo “Baby talk”, producido en la Dore Records con la ayuda de Lou Adler y Herb Alpert, dos personajes que resultarían de gran importancia para el desarrollo sonoro del dúo. “Baby talk” superaría en ventas a “Jenny Lee” logrando subir hasta el puesto 7.
Posteriormente y tras grabar para la Challenge Records el tema “Heart and soul”, Jan & Dean firmarían con un sello de mayor empaque, la Liberty Records.
Aunque no iniciaron su camino en Liberty con mucha fortuna, en el año 1963 lograrían un meritorio éxito con “Linda” y sobre todo, moldearon su sonido gracias a una mayor floritura vocal y una atractiva utilización del falsete en las armonías, acercándose a la música surf ejemplificada en los trabajos de The Beach Boys. Esto no quiere decir que la música de Jan & Dean fuese una simple copia del mundo sonoro realizado por los hermanos Wilson, sino que ambos conjuntos establecieron un gran empatía personal, colaborando asiduamente tanto en proyectos en estudio como en directo.
Fue Jan Berry, gran amigo de Brian Wilson, quien estimularía a éste para que profundizara en aspectos más experimentales de producción y arreglos.
Ambos compusieron “Surf City”, el tema más popular de la pareja que los llevó con celeridad al número 1. Al mismo tiempo no descuidaban su formación académica, cursando Jan estudios de medicina y Dean de arquitectura.
A continuación publicarían grandes sencillos como “Honolulu Lulu”, “Drag City”, “The little old lady (from Pasadena)”, “Ride the wild surf” o “Dead Man's Curve” y su popularidad les llevaría a presentar el programa de música “TAMI Show”.
En 1966 esta suerte cambiaría ya que tras grabar el sencillo “Batman”, un fatal accidente sufrido por Jan Berry cuando circulaba con su potente Corvette, le dejó en coma durante unos días y con las facultades sensoriales totalmente mermadas, teniendo que aprender a hablar y andar tras sufrir serios daños cerebrales.
Por fortuna, Jan recuperó su movilidad y sus capacidades sensitivas pero no pudo proseguir su carrera musical en ese momento, impidiendo demostrar el progreso sonoro que sí había desarrollado Brian Wilson con los Beach Boys.
Por su parte, Dean Torrence, que intentó sin fortuna una carrera en solitario conservando el nombre de "Jan & Dean", se convirtió en un considerado diseñador gráfico.
En décadas posteriores se les pudo ver acompañando a sus amigos los Beach Boys en los conciertos que el grupo de Hawthorne ofrecía a sus numerosos seguidores y en actuaciones propias en directo interpretando sus indelebles canciones llenas de diversión y ritmo.
Jan Berry falleció el 26 de marzo del año 2004 a la edad de 62 años.

## Discografía

### Sencillos
- Billboard (BB) y Cashbox (CB) listas donde las canciones obtuvieron éxito

1958 (Jan & Arnie)
01. "Jennie Lee" b/w "Gotta Get a Date" (Arwin 108) - BB #8, CB #3 - (JL)
02. "Gas Money" b/w "Bonnie Lou" (Arwin 111) - BB #81 - (JL)
03. "The Beat That Can't Be Beat" b/w "I Love Linda" (Arwin 113) - (JL)
1959 (Jan & Dean)
04. "Baby Talk" b/w "Jeanette Get Your Hair Done" (Dore 522) - BB #10, CB #7 - (AA)
First pressings erroneously shown as "Jan & Arnie"
05. "There's a Girl" b/w "My Heart Sings" (Dore 531) - BB #97, CB #80 - (AA)
1960
06. "Clementine" b/w "You're On My Mind" (Dore 539) - BB #65, CB #88 - (AA)
07. "White Tennis Sneakers" b/w "Cindy" (Dore 548) - (AA)
08. "We Go Together" b/w "Rosie Lane" (Dore 555) - BB #53, CB #39 - (AA)
Original pressings show B-side as "Rosilane"
09. "Gee" b/w "Such a Good Nights Dreaming" (Dore 576) - BB #81 - (AA)
1961
10. "Baggy Pants" b/w "Judy's an Angel" (Dore 583) - (AA)
11. "Tomorrow's Teardrops" b/w "My Midsummer Nights Dream" (Ripple 6101) - (LA)
Jan Berry solo release, misspelled as "Jan Barry" on label
12. "Heart and Soul" b/w "Midsummer Nights Dream" (Challenge 9111) - BB #25, CB #16 - (LA) (AJB)
13. "Don't Fly Away" b/w "Julie" (Dore 610) - (LA)
14. "Wanted One Girl" b/w "Something a Little Bit Different" (Challenge 9120) - BB #104 - (LA)
15. "A Sunday Kind of Love" b/w "Poor Little Puppet" (Liberty 55397) - BB #95 - (LA) (AJB)
1962
16. "Tennessee" b/w "You're Heart Has Changed Its Mind" (Liberty 55454) - BB #69, CB #83 - (SG) (LA)
17. "Who Put the Bomp" b/w "My Favorite Dream" (Liberty 55496) - (LA)
18. "Frosty the Snowman" b/w "She's Still Talking Baby Talk" (Liberty 55522) - (LA)
1963
19. "Linda" b/w "When I Learn How to Cry" (Liberty 55531) - BB #28, CB #26 - (JB)
20. "Surf City" b/w "She's My Summer Girl" (Liberty 55580) - BB #1, CB #1 - (JB)
21. "Honolulu Lulu" b/w "Someday (You'll Go Walking By)" (Liberty 55613) - BB #11, CB #10 - (JB)
22. "Drag City" b/w "Schlock Rod Part 1" (Liberty 55641) - BB #10, CB #10 - (JB)
1964
23. "Dead Man's Curve" b/w "The New Girl In School" (Liberty 55672) - BB #8, CB #9 / BB #37, CB #26 - (JB)
24. "The Little Old Lady from Pasadena" b/w "My Mighty G.T.O" (Liberty 55704) - BB #3, CB #5 - (JB)
25. "Ride The Wild Surf" b/w "The Anaheim, Azusa & Cucamonga Sewing Circle, Book Review And Timing Association" (Liberty 55724) - BB #16, CB #23 / BB #77, CB #50 - (JB)
26. "Sidewalk Surfin'" b/w "When It's Over" (Liberty 55727) - BB #25, CB #28 - (JB)
1965
27. "(Here They Come) From All Over the World" b/w "Freeway Flyer" (Liberty 55766) - BB #56, CB #50 - (JB)
28. "Summertime Summertime" b/w "Theme From Leons Garage" (Brer Bird 001) (Dean Torrence, Released as "Our Gang") - (GZ-DT)
29. "You Really Know How to Hurt a Guy" b/w "It's as Easy As 1,2,3" (Liberty 55792) - BB #27, CB #42 - (JB)
30. "It's a Shame to Say Goodbye" b/w "Submarine Races" (Liberty 55816) (Cancelled) - (JB)
31. "I Found A Girl" b/w "It's a Shame to Say Goodbye" (Liberty 55833) - BB #30, CB #39 - (JB)
32. "The Universal Coward" b/w "I Can't Wait to Love You" (Liberty 55845) - (JB)
33. "A Beginning From an End" b/w "Folk City" (Liberty 55849) - BB #109 - (JB)
1966
34. "Norwegian Wood" b/w "I Can't Wait To Love You" (Liberty 55856) (Cancelled) - (JB)
35. "Batman!" b/w "Bucket "T"" (Liberty 55860) - BB #66, CB #60 - (JB)
Last single released before Jan's car accident
36. "Popsicle" b/w "Norwegian Wood" (Liberty 55886) - BB #21, CB #24 - (JB)
37. "Fiddle Around" b/w "A Surfer's Dream" (Liberty 55905) - BB #93, CB #73 - (LA) / (JB)
38. "School Day (Ring! Ring! Goes the Bell)" b/w "The New Girl In School" (Liberty 55923) - (JB)
39. "Summertime Summertime" b/w "California Lullaby" (Magic Lamp 401) - (DT)
Also released on J&D 001
40. "Like a Summer Rain" b/w "Louisiana Man" (J&D Record Co. 402) - (DT) / (JB)
1967
41. "Yellow Balloon b/w "Taste of Rain" (Columbia 44036) #111 - (DT)
42. "Hawaii" b/w "Tijuana" (Jan & Dean Label 10) - (JB)
43. "Fan Tan" b/w "Love & Hate" (Jan & Dean Label 11) - (JB)
44. "Only a Boy" b/w "Love & Hate" (Warner Bros. 7151) - (JB)
45. "Vegetables" b/w "Snowflakes On Laughing Gravy's Whiskers" (White Whale 261) - (LG)
Released as by "Laughing Gravy"
1968
46. "I Know My Mind" b/w "Laurel & Hardy" (Warner Bros. 7219) - (JB)
47. "Girl You're Blowing My Mind" b/w "In the Still of the Night" (Warner Bros. 7240) - (JB)
Promo copies known to exist, commercial copies unconfirmed

### Álbumes
- Billboard y Cashbox listas con sus respectivas posiciones

1960
1. Jan & Dean (Dore LP-101) - (AA)
Issued in mono only, includes bonus photo. Original copies feature blue record labels, 1970s reissues feature black labels
1962
2. Jan & Dean's Golden Hits (Liberty LRP-3248 (Mono)/LST-7248 (Stereo)) - (LA)
1963
3. Jan & Dean Take Linda Surfin' (Liberty LRP-3294/LST-7294) - BB #71 - (JB)
4. Surf City & Other Swingin Cities (Liberty LRP-3314/LST-7314) - BB #32, CB Mono chart #21 - (JB)
5. Drag City (Liberty LRP-3339/LST-7339) - BB #22, CB Mono chart #17 - (JB)
1964
6. Dead Man's Curve / The New Girl in School (Liberty LRP-3361/LST-7361) - BB #80, CB Mono chart #42 - (JB)
Original album covers are black and white with pink tint, later replaced with full-color covers of the same photo
7. Ride the Wild Surf (Liberty LRP-3368/LST-7368) - BB #66, CB Mono chart #26 - (JB)
8. The Little Old Lady From Pasadena (Liberty LRP-3377/LST-7377) - BB #40, CB Mono chart #40 - (JB)
1965 (Note: Mono and Stereo Cashbox album charts were merged by this time)
9. Command Performance (Liberty LRP-3403/LST-7403) - BB #33, CB #42 - (JB)
Featuring their performance from "The T.A.M.I. Show"
10. Pop Symphony No. 1 (Liberty LRP-3414/LST-7414) - (JB-GT)
Instrumental interpretations of Jan & Dean's hits by The Bel-Aire Pops Orchestra, conducted by Jan Berry & George Tipton
12. Golden Hits Vol. 2 (Liberty LRP-3417/LST-7417) - BB #107, CB #71 - (JB)
13. Folk 'n Roll (Liberty LRP-3431/LST-7431) - BB #145, CB #87 - (JB-GT)
1966
14. Jan & Dean Meet Batman (Liberty LRP-3444/LST-7444) - (JB)
Last album released before Jan's car accident
15. Filet of Soul (A "Live" One) (Liberty LRP-3441/LST-7441) - BB #127 - (JB)
Featuring performances from "The T.A.M.I. Show" plus studio outtakes
16. Popsicle (Liberty LRP-3458/LST-7458) - (JB) (SG)
17. Golden Hits Vol. 3 (Liberty LRP-3460/LST-7460) - (JB)
18. Save for a Rainy Day (J&D Record Co. 101) - (DT)
Private pressings by Dean Torrence
1967
19. Save for a Rainy Day (Columbia CL 2661 (Mono)/CS 9461 (Stereo)) (Cancelled) - (DT)
Acetate of stereo version confirmed to exist
1968
20. Carnival of Sound (Warner Bros.) (Unreleased) - (JB) See entry #32 - 2010
1971
21. Jan & Dean Anthology Album (United Artists UAS-9961)
1974
22. Gotta Take That One Last Ride (United Artists UA-LA341-H2)
1975
23. The Very Best of Jan & Dean (United Artists UA-LA443-E)
24. The Very Best of Jan & Dean, Volume 2 (United Artists UA-LA515-E)
1982
25. One Summer Night/Live (Rhino RNDA 1498)
1985
26. Silver Summer/25th Anniversary Album (Silver Eagle)
1986
27. Port To Paradise (J&D)
1996
28. Save For A Rainy Day (Sundzed LP 5022)
First commercial release; 2-record set featuring original mono tracks plus bonus tracks of unreleased songs and alternate mixes
29. Save For A Rainy Day (Sundazed CD SC 11035)
First commercial release; original mono tracks plus 13 bonus tracks of unreleased songs and alternate mixes
30. Jan & Dean (The Dore Album) (Sundazed LP 5040)
Reissue of original Dore LP with bonus tracks and posted, pressed on color vinyl
1997
31. Second Wave (Jan Berry)
Jan's solo album; he served as Executive Producer, Arranger, Singer, Composer
2010
32. Carnival of Sound (Warner Bros.) RHM2 521476
Mostly worked on by Jan from 1966 to 1968 the album was shelved by Warner Brothers for 44 years. It has finally been officially released on Warner's Rhino Records. Cover and back cover artwork by Dean Torrence. Featuring original mono tracks plus 16 bonus tracks of unreleased songs and alternate mixes
(JL) = Produced by Joe Lubin
(AA) = Produced by Lou Adler & Herb Alpert
(LA) = Produced by Lou Adler
(SG) = Produced by Snuff Garrett
(AJB) = Arranged by Jan Berry
(JB) = Arranged & Produced by Jan Berry
(JB-GT) = Arranged & Produced by Jan Berry and George Tipton
(GZ-DT) = Arranged & Produced by Gary Zekley & Dean Torrence
(DT) = Produced by Dean Torrence
(LG) = A Laughing Gravy Production